# Trypetomima completa
Trypetomima completa är en tvåvingeart som beskrevs av Cresson 1929. Trypetomima completa ingår i släktet Trypetomima och familjen vattenflugor. Inga underarter finns listade i Catalogue of Life.